# 宮寺敏雄

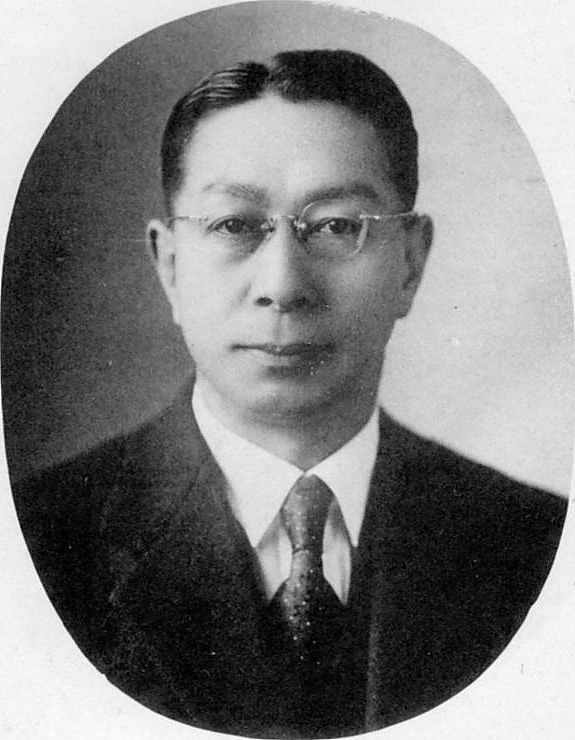
宮寺敏雄

宮寺 敏雄（みやでら としお、1892年（明治25年）3月31日 - 1968年（昭和43年）8月1日）は、昭和時代に活動した日本の実業家。大同電力取締役、揖斐川電気工業（現・イビデン）社長などを務めた。静岡県出身。

## 経歴

### 大同電力時代
宮寺敏雄は1892年（明治25年）3月31日、宮寺昇作の次男として生まれた。出身は静岡県沼津市。沼津中学校を経て慶應義塾大学部理財科に進み、1915年（大正4年）卒業。親戚に銀行家が多かったため周囲から三井銀行への就職を勧められたがこれを断り、日本陶器に入るため名古屋市へ赴く。しかし同社への入社が叶わなかったため、福澤桃介に面会して彼が経営する電力会社名古屋電灯株式会社に入社することとなった。
名古屋電灯では営業課員として勤務する。1918年から翌年にかけては日本陶器の電化工事の担当となり、同社技師で後に日本碍子社長となる江副孫右衛門と知り合う。また福澤の発案で名古屋電灯と大阪の大阪電灯、福岡の九州電灯鉄道の3社で社員交換を行った際には、宮寺が名古屋電灯から大阪電灯へと派遣された。
1921年（大正10年）2月に福澤桃介を社長として大同電力株式会社が発足したのに伴い名古屋電灯から同社へと転ずる。初め営業課次長に就き、後に営業課長に昇進した。また1925年（大正14年）8月、大同電力が営む大阪府下の堺市・岸和田市などにおける一般供給事業が傍系会社大阪電力株式会社として独立すると、設立に際して宮寺は取締役兼支配人に選出された。以降同社の事業の拡張に努め、専務の木村森蔵が1933年（昭和8年）に死去してからは支配人のまま木村の後任となり経営にあたった。1934年（昭和9年）11月末に同社が大同電力に吸収されるまで取締役兼支配人に在任している。
1934年12月大同電力取締役に選出。最終的に同社では取締役兼営業部長を務めた。しかし大同電力は、電力国家管理政策の実現により国策電力会社日本発送電の設立が決定すると、会社の解散と日本発送電へ資産負債の移譲を決定。解散に伴い1939年（昭和14年）3月30日付で宮寺は大同電力取締役を退任した。

### 揖斐電時代
大同電力から退いた後はしばらく浪人生活を送るが、東邦電力社長の松永安左エ門に声をかけられ、同社系列の電力会社揖斐川電気を紹介される。1939年6月、宮寺は同社の専務取締役に就任した。宮寺の専務就任翌年の1940年（昭和15年）、揖斐川電気は揖斐川電気工業株式会社に社名を変更している（その後1982年に再度社名を変更し現社名のイビデン株式会社となった）。
1942年（昭和17年）4月、揖斐川電気工業にも電力国家管理政策が及び、一部の設備を日本発送電および中部配電に出資して創業以来の電気供給事業から撤退、兼業であった電気化学工業に経営の主体を置くこととなった。また親会社東邦電力の解散に伴う役員の大幅異動が同年6月にあり、東邦電力出身の社長久留島政治は退任、宮寺が専務から社長に昇格して後任となった。以降、太平洋戦争戦時下・戦後復興期において同社の社長を務める。
戦後はカーバイド・肥料を中心とする経営からの脱却を志向し、カーバイド誘導品としてメラミン製造事業に手を着ける。揖斐川電気工業はカーバイド誘導工業への進出を1949年（昭和24年）に決定し、数年間の研究の末1954年（昭和29年）10月にメラミン製品の製造を開始した。また宮寺の発案により同社は電気式トンネル炉の建設に着手、親交のあった江副孫右衛門から1か月間の指導を受けてこれを完成させた。トンネル炉は映画館の映写機に映写光源として用いられる炭素アーク灯向けの炭素棒（カーボン）を製造するためで、1949年に完成し業界の注目を集めた。後に同社の映写機用炭素棒は全国シェアの4 - 5割を握るに至り、1958年（昭和33年）には製造工程の機械化に対し大河内記念生産賞が贈られた。このトンネル炉の建設は、同社の真価をはじめて世に問う出来事であったと評される。
1962年（昭和37年）5月、同じく大同電力出身の副社長須崎潔に社長職を譲って会長に就任する。会長となり第一線を退いてからは名鉄百貨店取締役なども務めた。なお社長在任中の1954年から2年間岐阜県公安委員会委員、次いで1956年（昭和31年）から2年間岐阜県教育委員会委員を務め、岐阜県の公安・教育行政にも携わり、後に藍綬褒章を受章している。1968年（昭和43年）8月1日、宮寺は揖斐川電気工業会長在任のまま、大垣市民病院で脳出血のため死去した。満76歳没。

## 主な役職
- 大阪電力株式会社取締役：1925年8月 - 1934年11月
- 大同電力株式会社取締役：1934年12月 - 1939年3月
- 揖斐川電気工業株式会社役員：
  - 専務取締役：1939年6月 - 1942年6月
  - 取締役社長：1942年6月 - 1962年5月
  - 取締役会長：1962年5月 - 1968年8月
- 株式会社名鉄百貨店取締役：1962年9月 - 1968年8月[21]
- 岐阜放送株式会社・東海ラジオ放送株式会社取締役：1954年11月 - 1968年8月[22]

## 著書
- 『財界の鬼才 福澤桃介の生涯』 - 四季社より1952年出版。名古屋電灯・大同電力時代の上司福澤桃介の伝記。